# Bellot dit Lafontaine
Jean Bellot dit Lafontaine est un gouverneur de Plaisance sur l'île de Terre-Neuve à l'époque de la Nouvelle-France.

## Biographie
Jean Bellot dit Lafontaine fut nommé gouverneur par Louis XIV en remplacement de son prédécesseur, Thalour du Perron exécuté par les mutins de la garnison de Plaisance. Perron n'avait pas su gouverner la petite colonie de Plaisance et les colons, au nombre de 200 personnes, s'étaient révoltés contre lui. Au printemps 1663, un navire de ravitaillement arrive de France et découvre la petite colonie de Plaisance misérable et affamée. L'armée royale arrive à son tour et arrête un certain nombre de mutins qui seront jugés au tribunal de la prévôté de Québec. Dès la connaissance des tragiques évènements de Plaisance, le pouvoir royal nomme Bellot dit Lafontaine, comme gouverneur par intérim, dans l'attente du retour du précédent gouverneur Nicolas Gargot de La Rochette. Mais ce dernier meurt en 1664, en France et Bellot assumera la charge de gouverneur de Plaisance jusqu'en 1667.
Le nouveau gouverneur Bellot fera preuve d'un autoritarisme et d'une incapacité à bien gérer les affaires courantes de la colonie. Pire, Bellot est accusé de malversations et de détournement de fonds au détriment de la colonie. Il a créé la discorde entre lui et les pêcheurs. En conséquence, les pêcheurs se livrent à la piraterie pour survivre.
En 1667, le roi de France apprend le comportement de Bellot. Un document officiel indique que Bellot avait "mal acquitté de son devoir". Louis XIV, mécontent de son gouverneur, le rappelle aussitôt en France. Le roi nomme La Palme comme nouveau gouverneur à Plaisance.